# Terrón de azúcar
El terrón de azúcar es un cúmulo de azúcar blanco granulado y refinado (GR), prensado en forma de paralelepípedo o pequeño cuboide y destinado principalmente a los consumidores para endulzar sus bebidas. Hay dos formas principales de utilizar los terrones de azúcar. En algunas culturas, los trozos se utilizan como azúcar granulada: se echan en la bebida y se disuelven allí. En otros países, el terrón se coloca en la boca, donde se disuelve lentamente mientras se bebe el té. Dado que el prensado utiliza el proceso de moldaje, también se utiliza el nombre de azúcar en cubos moldeado.

## Tamaño y empaque
El tamaño típico del terrón de azúcar oscila entre 16x16x11 y 20x20x12 milímetros, lo que corresponde a un peso de aproximadamente 3 a 5 gramos. Sin embargo, los tamaños y formas de los cubos varían mucho; por ejemplo, se fabrican piezas con forma de palos de naipes con el nombre de «cubo de azúcar puente».
El peso típico del embalaje minorista es de 0,5 kilogramos (1 libra) o 1 kilogramo/2 libras.

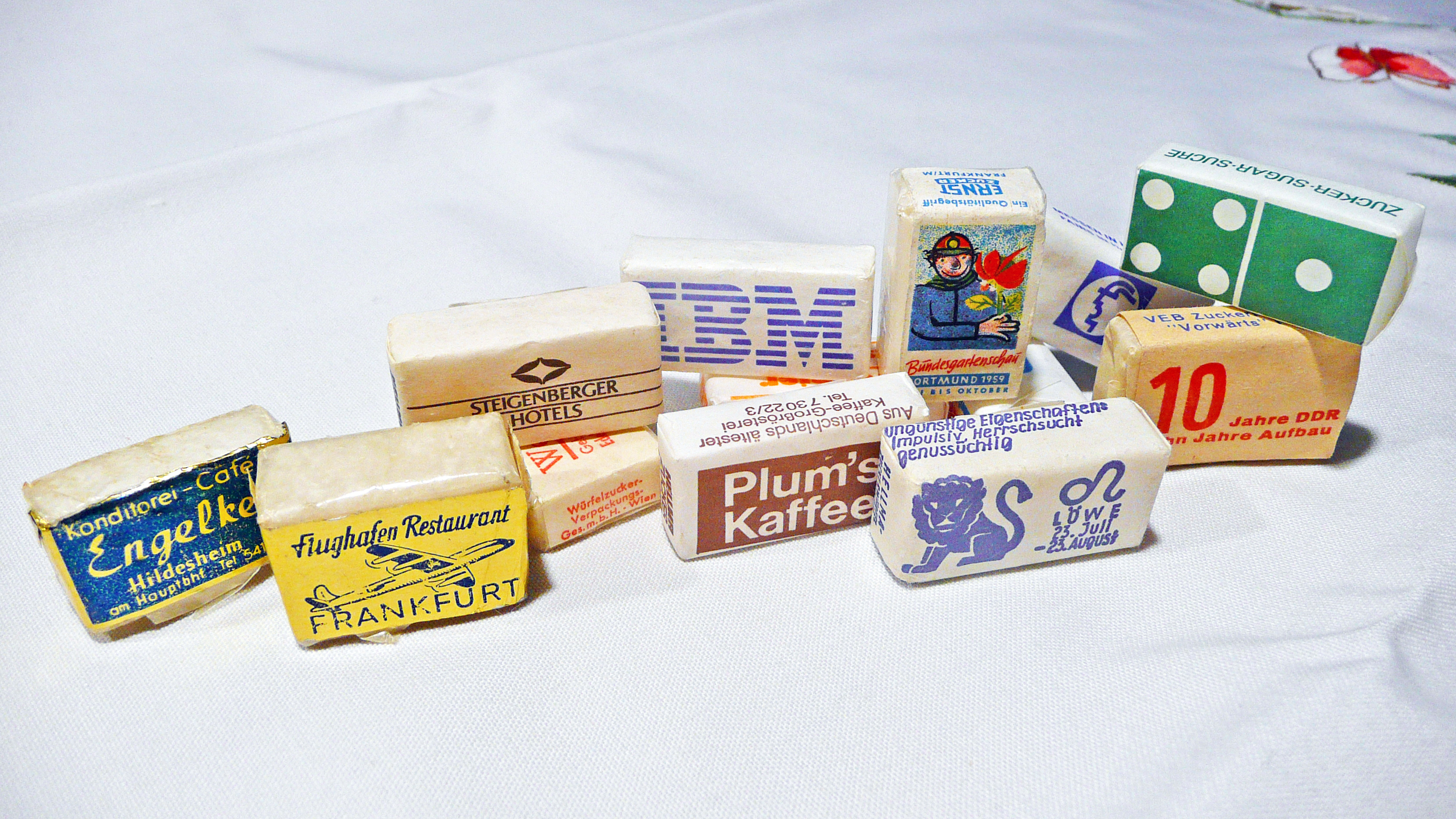
Envase de terrones de azúcar de dos piezas (Alemania)

En 1923, el mayorista alemán Karl Hellmann empezó a empaquetar un par de terrones en envoltorios individuales con anuncios o imágenes coleccionables en las fundas. Originariamente muy popular en los cafés, fue rápidamente sustituido a principios del siglo XXI por el azúcar granulado en paquetes y en barras.

## Elaboración
El proceso de elaboración comienza humedeciendo ligeramente el azúcar (sacarosa), granulado refinado (GR) 2-3 %. Posteriormente se coloca en un molde y se calienta para que pueda escapar la humedad. La firmeza, densidad y velocidad de disolución del terrón se controlarán mediante el tamaño de los cristales del azúcar GR, la cantidad de agua/vapor añadido, la presión de moldeo y la velocidad de secado. La velocidad de disolución es importante, ya que los consumidores que se llevan el azúcar a la boca prefieren azúcar más denso y de disolución más lenta.
El material de entrada suele requerir una amplia distribución de tamaños (desde 500 micras en adelante) para la estabilidad del terrón.
Los cubos se fabrican en líneas altamente automatizadas capaces de procesar hasta 50 toneladas de azúcar al día. Normalmente, se utiliza uno de los tres procesos comunes para producir los cubos blandos más populares:
- El proceso vibro de Swedish Sugar Corporation (de finales de la década de 1950)[4] utiliza vibración para llenar los moldes y sacar los cubos formados. Para el secado se utiliza un horno de radiación térmica;
- El proceso Chambon fue inventado en Francia en 1949[4] y utiliza una unidad de moldeo rotativa y un secador vertical;
- El proceso Elba es similar al Chambon.

## Historia

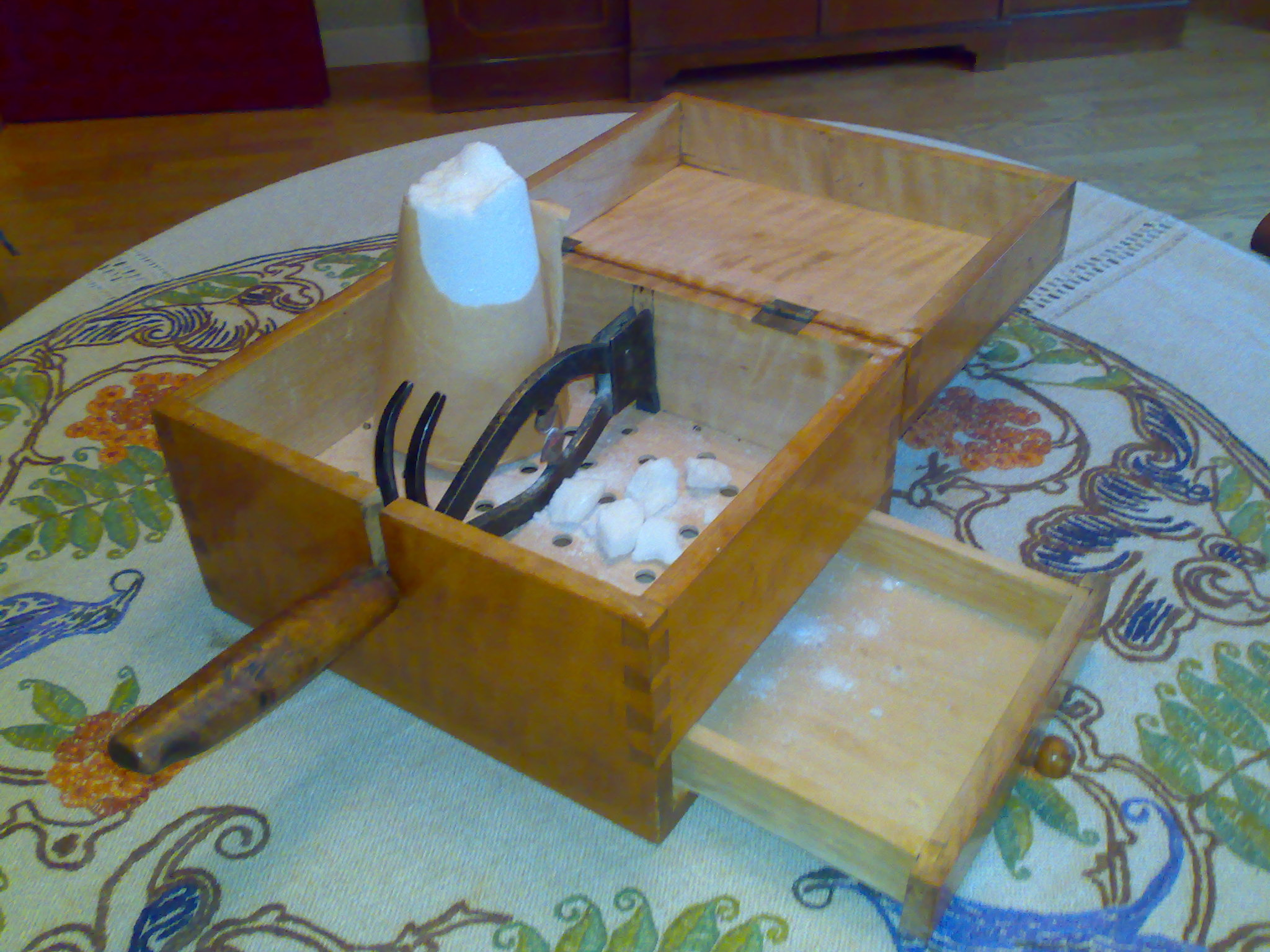
Caja para cortar pan de azúcar con herramientas.

Debido a que los panes de azúcar eran difíciles de romper en pedazos manejables, se utilizaron herramientas peligrosas en el proceso (aparentemente, Jakub Kryštof Rad, el inventor del primer terrón de azúcar, comenzó su esfuerzo después de que su esposa se lastimara mientras cortaba el pan de azúcar). Las piezas resultantes eran de tamaño irregular; si el trozo era demasiado grande, se debían utilizar tijeras para azúcar o sumergir el trozo en la taza de té como si fuera un donut y, después de una disolución suficiente, sacarlo a secar para el siguiente uso (esta última opción fue descrita por León Tolstói en su «Donde está el amor, está Dios»: «Stepanich bebió su vaso, lo puso boca abajo y puso encima el resto de azúcar»).
Rad había hecho los primeros terrones de azúcar a principios de la década de 1840 presionando azúcar húmeda en una bandeja parecida a las modernas cubiteras de hielo y dejando que los cubitos se secaran. A pesar de que Rad obtuvo una patente en 1843, su negocio finalmente no tuvo éxito.
El siguiente avance se produjo casi 30 años después, cuando Eugen Langen, de Pfeifer & Langen, utilizó una centrífuga para producir bloques de azúcar que luego se cortaban en cubos. Henry Tate (Tate & Lyle) adquirió de Langen los derechos exclusivos para producir los cubos en Gran Bretaña (el 13 de marzo de 1875) y comenzó la primera fabricación de cubos a gran escala. Tate hizo una gran apuesta por la innovación y atravesó temporalmente dificultades financieras personales hasta el punto de que tuvo que sacar a su hija del internado al que asistía. El contrato con Langen implicaba regalías, pero la fábrica tuvo éxito, produciendo 214 toneladas de cubos en 1878 y 1366 toneladas en 1888.
En 1880, la Tate adquirió los derechos de otro proceso, inventado en Bélgica por Gustav Adant, en el que se fabricaban «tabletas» de azúcar en máquinas rotativas y luego se cortaban en cubos (en aquella época se llamaban «dominós»). El nuevo proceso reemplazó al de Langen en 1891 y fue un gran éxito; las cotizaciones estándar del azúcar refinada en Londres comenzaron a expresarse en cubos de Tate.
El primer proceso para moldear cubos sin ningún corte fue inventado en Boston por Charles H. Hersey («tambor Hersey», 1879); Algunas de estas unidades, modificadas en 1929 para producir piezas con formas extravagantes, todavía se utilizan en la actualidad.
El proceso de Adant también se sigue utilizando, por ejemplo, en la Raffinerie Tirlemontoise (desde 1902) para fabricar cubos extremadamente duros, populares en Bélgica, Francia y los países árabes.

## Uso

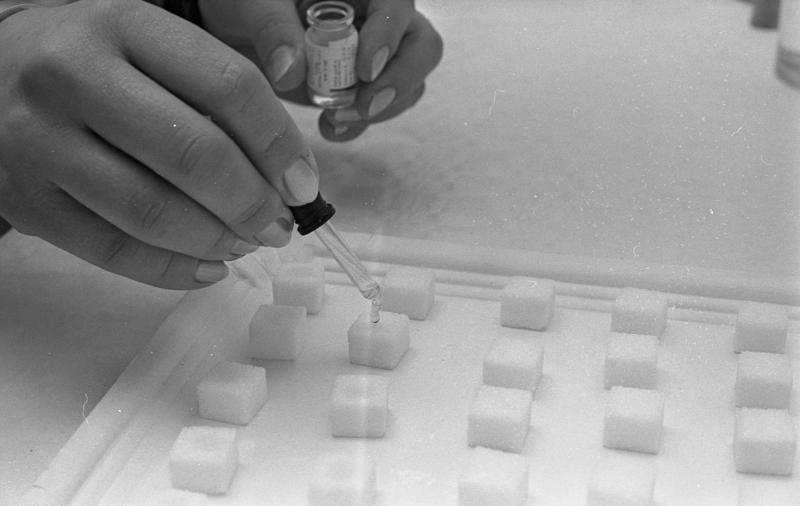
Dosis de vacuna contra la polio oral siendo añadida a terrones de azúcar para su uso en una campaña de vacunación de 1967 en Bonn, Alemania Occidental.

Los terrones de azúcar se utilizaban y se utilizan principalmente para endulzar té y café (las piezas originales de Rads incluso se vendían como «azúcar para té»). Sin embargo, la popularidad de los edulcorantes artificiales, junto con la tendencia de cambiar del café filtrado a bebidas tipo capuchino, ha convertido los terrones de azúcar en un producto de nicho que se utiliza principalmente en bares o se sirve en eventos formales para tomar el té por la tarde.
Los usos especiales de los cubos incluyen:
- La clásica receta de cóctel Old Fashioned con un terrón de azúcar infundido con amargo de Angostura;
- La parafernalia para servir la absenta incluye la espumadera sobre el vaso. Se coloca un terrón de azúcar en la cuchara y un goteo lento de agua disuelve el azúcar en la bebida, creando el deseado efecto lechoso o louche[10] (una versión más bohemia consiste en prender fuego al cubo empapado);[11]
- A los terrones de azúcar se les puede infundir un medicamento, lo que simplifica la administración oral calibrada. Este se utilizó tanto para administrar la vacuna contra la polio como para distribuir drogas como el LSD (dejando el «cubo» como término de argot para este último);[12]
- En Japón se comercializa una gran variedad de terrones de azúcar coloreados y esculpidos (con forma de flores y animales).[4]

## Artes
La metáfora del terrón de azúcar es popular en arquitectura. Propuesto por primera vez por Walter Gropius en 1922, vuelve «cada cinco años» con una variedad de significados ambiguos, desde un diseño estrictamente reglamentado (cf. obras de Theo van Doesburg) hasta «unidad en la variedad» (cf. ciudades en colinas italianas). hasta las fachadas lisas encaladas de las Cícladas.
En la ciudad checa de Dačice, donde Rad fundó la primera fábrica de terrones de azúcar, se encuentra un monumento con un terrón de azúcar en la parte superior.
Varias galerías de arte exhiben las obras del escultor irlandés Brendan Jamison, que se especializa en piezas de temática arquitectónica hechas con terrones de azúcar.

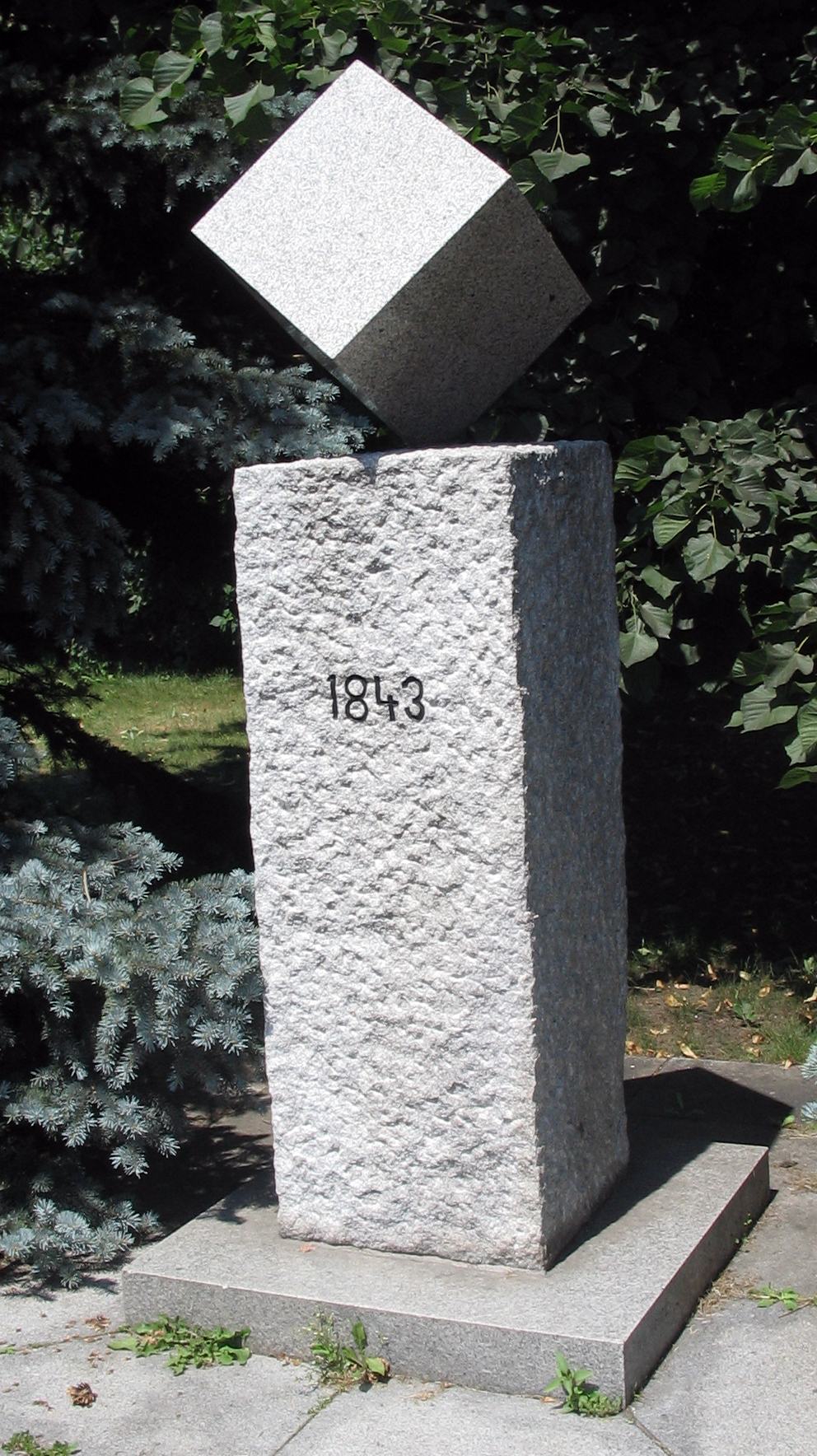
Monumento al terrón de azúcar en Dačice.
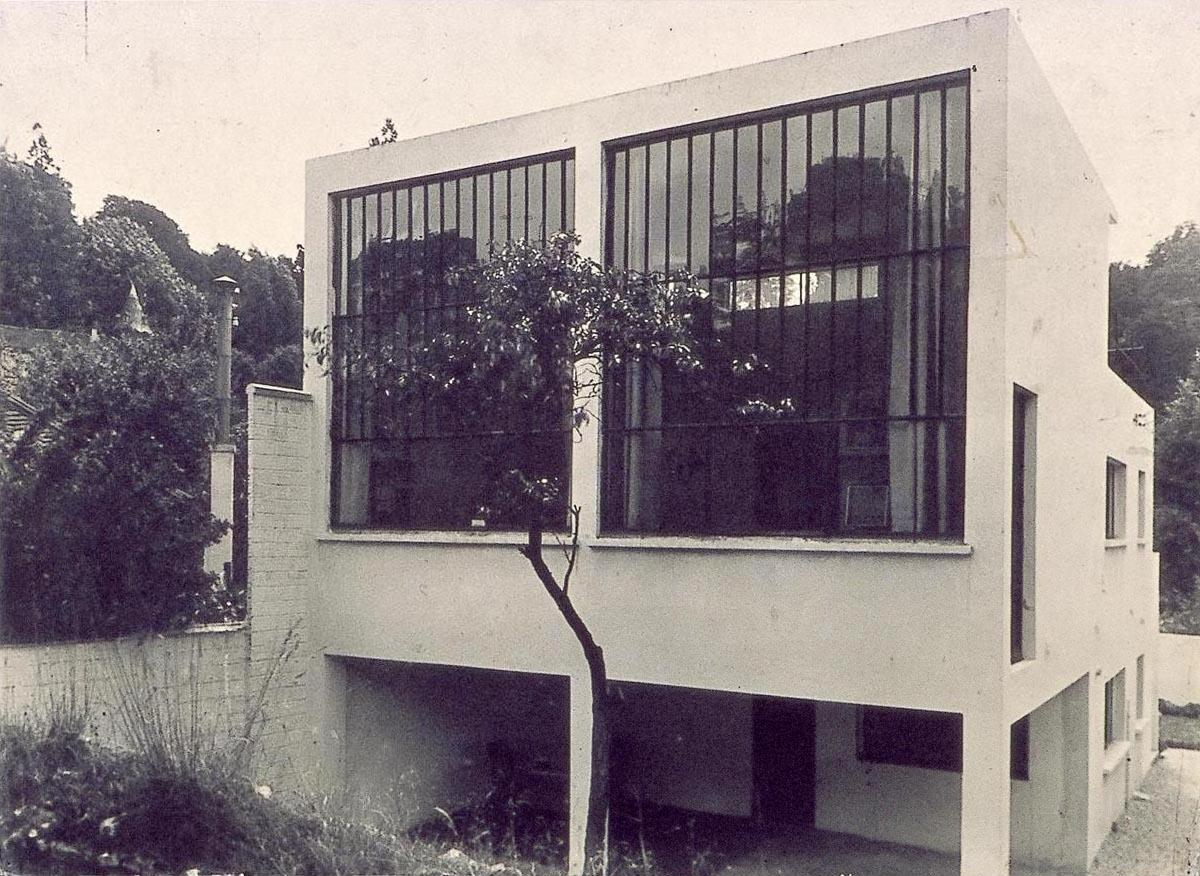
Casa de van Doesburg.
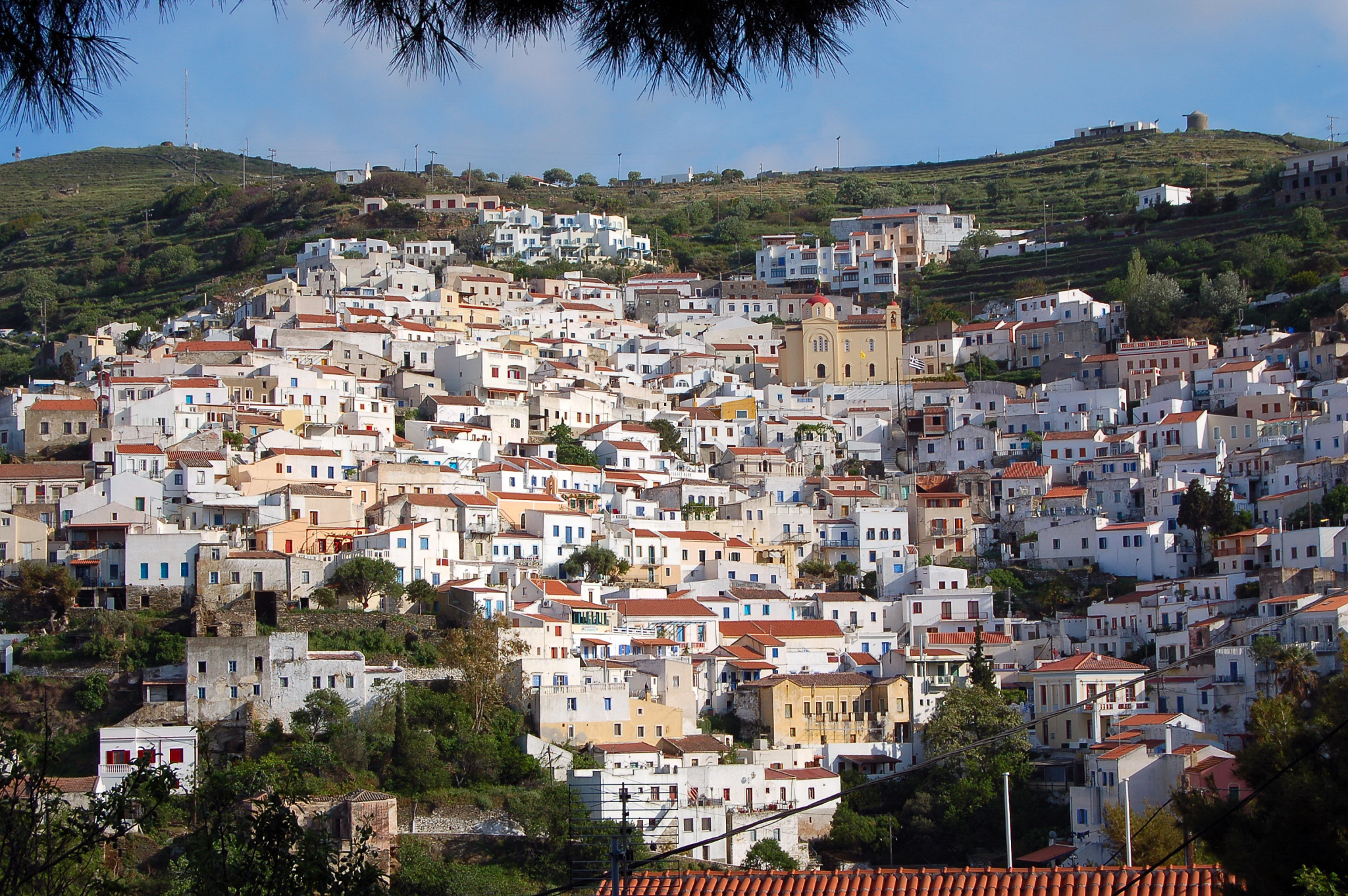
Casas en la isla de Ceos (Cícladas).

La banda islandesa The Sugarcubes, con la cantante Björk antes de convertirse en solista, tomó su nombre de sugar cube, «cubo de azúcar» en inglés.